# Ryska linjeskeppet Asow och en fregatt för ankar på Helsingörs redd

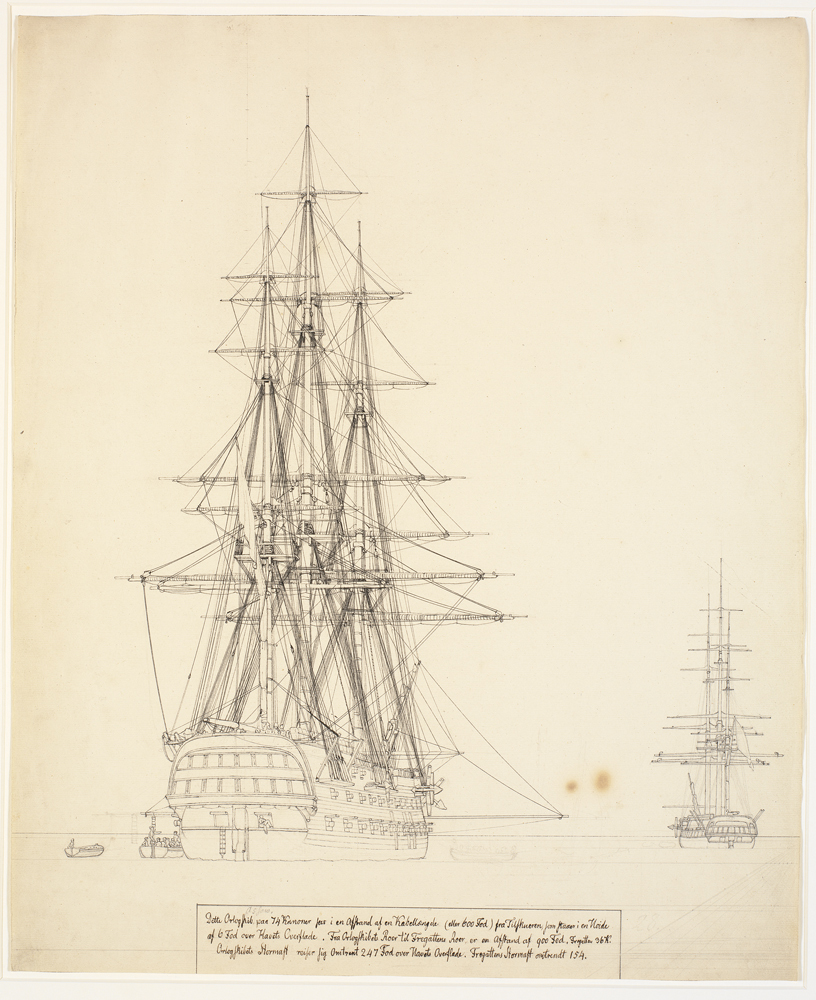

Ryska linjeskeppet Asow och en fregatt för ankar på Helsingörs redd (danska: Det russiske linjeskib "Asow" og en fregat til ankers på Helsingørs red) är en oljemålning från 1828 av den danske konstnären Christoffer Wilhelm Eckersberg (1783–1953). Målningen tillhör Statens Museum for Kunst i Köpenhamn och är en av den danska guldåldern mest kända konstverk. 
Motivet visar det ryska linjeskeppet "Asow" i förgrunden. Till vänster om Asow skymtar Kronborgs slott i Helsingör. Till höger om Asow syns en tremastare med fulla segel, en fregatt till ankare och en mindre segeleka. Målningen utfördes egentligen i Köpenhamn där det ryska fartyget ankrade efter att ha deltagit i sjöstrider i Medelhavet under grekiska frihetskriget.  
I Statens Museum for Kunsts ägo finns även den teckning som Eckersberg utförde innan målningen.  